# Miwa concert tour 2013 "Delight"
『miwa concert tour 2013 "Delight"』（ミワ コンサート ツアー 2013 "ディライト"）は、miwaの4枚目のライブ映像作品。

## 概要
miwaの3rdアルバム『Delight』リリース後、2013年7月 - 9月に行われたライブツアー『miwa concert tour 2013 "Delight"』のうち、9月15日に行われた東京国際フォーラム・ホールA公演の映像を収録している。
DVD・BD、それぞれ初回生産限定盤・通常盤の4種パッケージでリリース。
初回生産限定盤仕様は、三方背ケース入り、ブックレットとポストカード付き。特典映像入り。
音声トラック：リニアPCM (48KHz/24bit)

## 収録曲
初回生産限定盤、通常盤共通部分は以下の通り。
1. OPENING
2. Delight
3. 321
4. Chasing hearts
5. Kiss you
6. カラ*フル
7. メリーゴーランド
8. 441
9. Napa
10. My Best Friend
11. ホイッスル~君と過ごした日々~
12. サヨナラ
13. Sparrow
14. don’t cry anymore
15. ミラクル
16. LOUD!~憂鬱をぶっとばせ~
17. again×again
18. ヒカリヘ
19. ぬくもり
20. Faraway
21. chAngE
22. 春になったら

アンコールはM.20以降。

### 特典映像（初回生産限定盤のみ）
- メイキングビデオ